# Adolphe Greiner
Georges Fréderic 'Adolphe' Greiner (Brussel, 7 december 1842 - Seraing, 20 november 1915) was een Belgisch industrieel en bestuurder.

## Levensloop
Hij was de oudste zoon van Gustave Greiner, privésecretaris van koning Leopold I van België. Hij doorliep zijn universitaire studies aan de Universiteit van Luik, waar hij in 1864 afstudeerde als mijningenieur. Hierop aansluitend ging hij aan de slag in het scheikundig laboratorium van de S.A. John Cockerill, waar hij verantwoordelijk was voor de analyse van het staal.
In 1869 kreeg hij de leiding over de staalafdeling, waar zijn belangrijkste taak de invoering van het door Henry Bessemer nieuw ontwikkelde staalproductieprocedé was. In 1887 volgde hij Eugène Sadoine op als directeur-generaal van het bedrijf. Tevens speelde hij een belangrijke rol in de ontwikkeling van de ijzer- en staalindustrie in andere landen. Zo was hij een van de promotors van de 'Hanyang Iron and Steel Works' in China (opgericht in 1890). Tevens was hij betrokken bij de oprichting van de 'Altos Hornos de Vizcaya' te Bilbao in 1902 en de 'Dnieprovienne Iron and Steel Works' te Kamenskoje in Rusland, waarvan hij tevens vicevoorzitter was.
In 1902 volgde hij Emile Hardy op als voorzitter van het Comité Central du Travail Industriel (CCTI), dat onder zijn bestuur in 1913 (na de toetreding van de textielnijverheid) werd omgevormd tot het Centraal Nijverheidscomité (CNC). Daarnaast was hij voorzitter van de Comptoir des Acieries Belges en vanaf mei 1914 van het Engelse Iron and Steel Institute. Na zijn dood werd hij als voorzitter van het CNC opgevolgd door Jules Carlier, die tot dan afgevaardigd beheerder van deze werkgeversorganisatie was.
Hij overleed in zijn woning, het kasteel van Seraing. Vlak na zijn dood werd in Seraing de Allée des Princes omgedoopt naar de Avenue Adolphe Greiner.

## Straten
- Avenue Greiner, Seraing
- Adolf Greinerstraat, Hoboken
- Adolf Greinerstraat, Genk